# World Series 2015
Le World Series 2015 sono state la 111ª edizione della serie di finale della Major League Baseball al meglio delle sette partite tra i campioni della National League (NL) 2015, i New York Mets e quelli della American League (AL), i Kansas City Royals. Sono iniziate il 27 ottobre e si sono chiuse il 1º novembre con la vittoria dei Royals alla quinta partita. Kansas City è diventata la prima franchigia a vincere le World Series dopo averle perse nell'anno precedente dopo gli Oakland Athletics nel 1989. Essendo stato necessario giocare gara 5, il 1º novembre, è stata la prima edizione dal 2010 a disputarsi in quel mese.
I Royals hanno avuto il vantaggio del fattore campo in virtù della vittoria della AL per 6–3 all'All-Star Game al Great American Ball Park a Cincinnati, Ohio, il 14 luglio. Questa è stata la 14ª edizione delle World Series in cui il vantaggio del fattore campo viene assegnato al vincitore dell'All-Star Game. La serie è stata giocata con un formato di 2-3-2: i Royals hanno ospitato le gare 1 e 2 mentre i Mets le gare 3, 4 e 5.
Negli Stati Uniti d'America, la serie è stata trasmessa da Fox e da ESPN Radio. In Canada è stata su Sportsnet mentre in Italia su Sky Sport.

## Squadre

### New York Mets

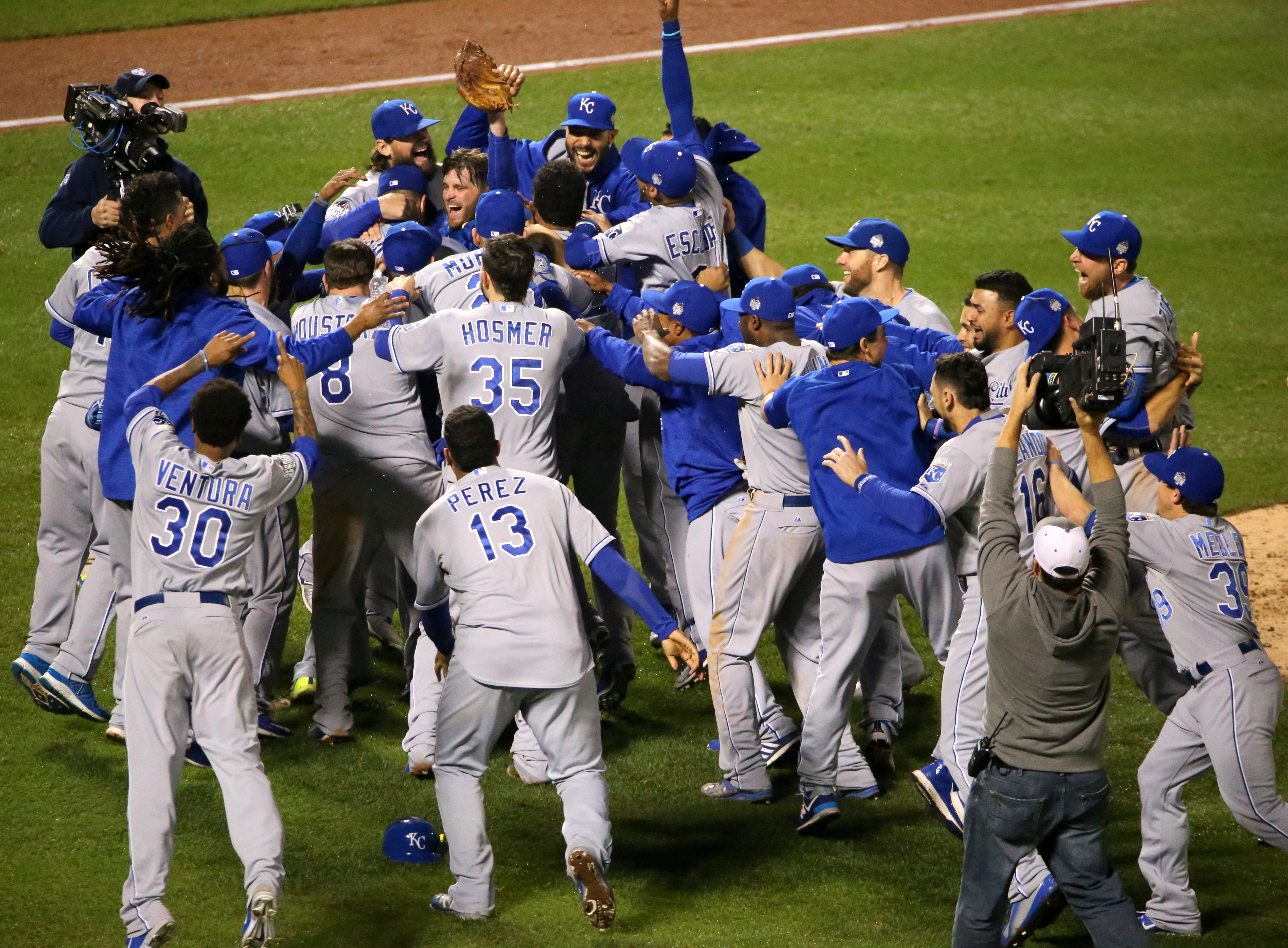
I festeggiamenti dei Royals subito dopo la vittoria.

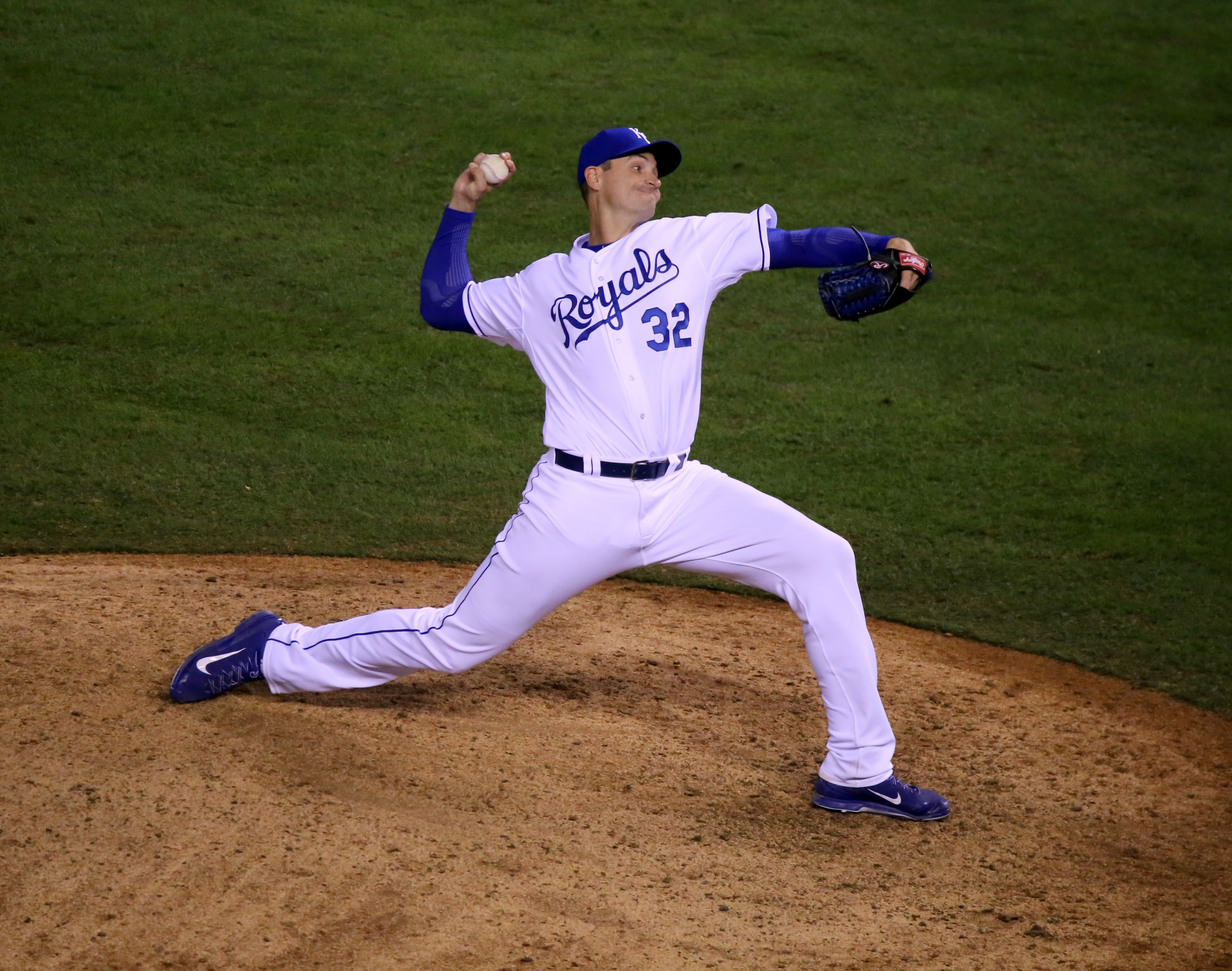
Un lancio di Chris Young in gara 1

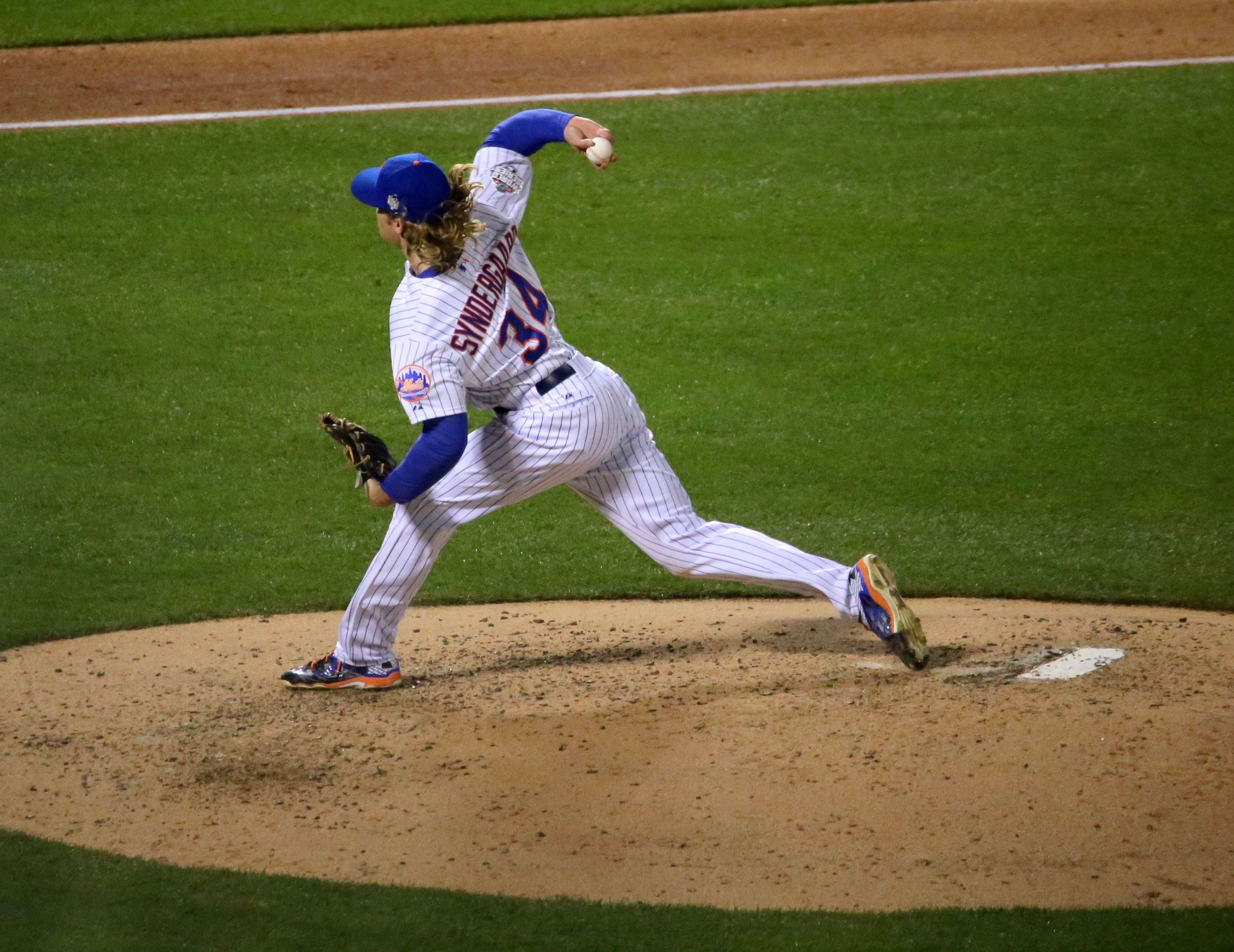
Noah Syndergaard lancia in gara 3

I Mets sono stati alla loro quinta apparizione alle World Series, la prima dal 2000. In precedenza le hanno vinte nel 1969 (contro i Baltimore Orioles) e nel 1986 (contro i Boston Red Sox) mentre furono sconfitti nel 1973 (contro gli Oakland Athletics) e nel 2000 (contro i New York Yankees, i loro rivali cittadini). I Mets si sono qualificati per i playoff vincendo la National League East, il loro sesto titolo di division. Hanno affrontato i Los Angeles Dodgers nelle National League Division Series vincendo in cinque gare. Nelle NLCS, Daniel Murphy guidò la squadra segnando un fuoricampo in ognuna delle quattro partite vinte contro i Chicago Cubs. Con la vittoria delle NLCS, i Mets si sono assicurati il massimo numero di partecipazioni alle World Series da parte di una franchigia di espansione con cinque e questa è la prima serie che vede opposte due franchigie di espansione. Inoltre, i Mets si sono qualificati per le World Series in tutti i sei decenni della loro esistenza tranne uno (negli anni novanta).

### Kansas City Royals
I Royals sono stati alla loro seconda apparizione consecutiva alle World Series, la quarta complessiva. Vinsero nel 1985 (contro i St. Louis Cardinals) e persero nel 1980 (contro i Philadelphia Phillies) e nel 2014 (contro i San Francisco Giants). I Royals si sono qualificati ai playoff vincendo la American League Central, il loro settimo titolo di division e il primo fuori dalla American League West. Hanno affrontato gli Houston Astros nelle American League Division Series vincendo in cinque gare. In seguito hanno battuto i Toronto Blue Jays in sei gare. Con questa vittoria, sono diventati la prima squadra dai Texas Rangers nel 2010 e 2011 a raggiungerle per due anni consecutivi.

## Sommario
Kansas City ha vinto la serie, 4-1.
| Gara | Data        | Punteggio                                      | Stadio           | Ora        | Pubblico | Note   |
| ---- | ----------- | ---------------------------------------------- | ---------------- | ---------- | -------- | ------ |
| 1    | 27 ottobre  | New York Mets – 4, Kansas City Royals – 5 (14) | Kauffman Stadium | 8:07 PM ET | 40.320   | [ 7 ]  |
| 2    | 28 ottobre  | New York Mets – 1, Kansas City Royals – 7      | Kauffman Stadium | 8:07 PM ET | 40.410   | [ 8 ]  |
| 3    | 30 ottobre  | Kansas City Royals – 3, New York Mets – 9      | Citi Field       | 8:07 PM ET | 44.781   | [ 9 ]  |
| 4    | 31 ottobre  | Kansas City Royals – 5, New York Mets – 3      | Citi Field       | 8:07 PM ET | 44.815   | [ 10 ] |
| 5    | 1º novembre | Kansas City Royals – 7, New York Mets – 2 (12) | Citi Field       | 8:07 PM ET | 44.859   | [ 11 ] |

## Le partite

### Gara 1
27 ottobre 2015 ore 20.09 (EDT) al Kauffman Stadium di Kansas City, Missouri
| Squadra            | 1 | 2 | 3 | 4 | 5 | 6 | 7 | 8 | 9 | 10 | 11 | 12 | 13 | 14 | R | H  | E |
| ------------------ | - | - | - | - | - | - | - | - | - | -- | -- | -- | -- | -- | - | -- | - |
| New York Mets      | 0 | 0 | 0 | 1 | 1 | 1 | 0 | 1 | 0 | 0  | 0  | 0  | 0  | 0  | 4 | 11 | 1 |
| Kansas City Royals | 1 | 0 | 0 | 0 | 0 | 0 | 2 | 0 | 1 | 0  | 0  | 0  | 0  | 1  | 5 | 11 | 1 |

Lanciatori partenti: NYM – Matt Harvey KC – Edinson Vólquez

Fuoricampo: NYM – Curtis Granderson  KC – Alcides Escobar, Alex Gordon
Vittoria: Chris Young Sconfitta: Bartolo Colón

### Gara 2
28 ottobre 2015 ore 20.09 (EDT) al Kauffman Stadium di Kansas City, Missouri
| Squadra            | 1 | 2 | 3 | 4 | 5 | 6 | 7 | 8 | 9 | R | H  | E |
| ------------------ | - | - | - | - | - | - | - | - | - | - | -- | - |
| New York Mets      | 0 | 0 | 0 | 1 | 0 | 0 | 0 | 0 | 0 | 1 | 2  | 1 |
| Kansas City Royals | 0 | 0 | 0 | 4 | 0 | 0 | 3 | 0 | x | 7 | 10 | 0 |

Lanciatori partenti: KC Johnny Cueto – NYM – Jacob deGrom
Vittoria: Johnny Cueto Sconfitta: Jacob deGrom

### Gara 3
30 ottobre 2015 ore 20.09 (EDT) al Citi Field di New York
| Squadra            | 1 | 2 | 3 | 4 | 5 | 6 | 7 | 8 | 9 | R | H  | E |
| ------------------ | - | - | - | - | - | - | - | - | - | - | -- | - |
| Kansas City Royals | 1 | 2 | 0 | 0 | 0 | 0 | 0 | 0 | 0 | 3 | 7  | 0 |
| New York Mets      | 2 | 0 | 2 | 1 | 0 | 4 | 0 | 0 | x | 9 | 12 | 0 |

Lanciatori partenti: KC – Yordano Ventura  NYM – Noah Syndergaard

Fuoricampo: NYM – David Wright, Curtis Granderson
Vittoria: Noah Syndergaard Sconfitta: Yordano Ventura

### Gara 4
31 ottobre 2015 ore 20.09 (EDT) al Citi Field di New York
| Squadra            | 1 | 2 | 3 | 4 | 5 | 6 | 7 | 8 | 9 | R | H | E |
| ------------------ | - | - | - | - | - | - | - | - | - | - | - | - |
| Kansas City Royals | 0 | 0 | 0 | 0 | 1 | 1 | 0 | 3 | 0 | 5 | 9 | 0 |
| New York Mets      | 0 | 0 | 2 | 0 | 1 | 0 | 0 | 0 | 0 | 3 | 6 | 2 |

Lanciatori partenti: KC – Chris Young NYM – Steven Matz

Fuoricampo: NYM – Michael Conforto 2
Vittoria: Ryan Madson Sconfitta: Tyler Clippard

Salvezza: Wade Davis

### Gara 5
1º novembre 2015 ore 20.07 (EDT) al Citi Field di New York
| Squadra            | 1 | 2 | 3 | 4 | 5 | 6 | 7 | 8 | 9 | 10 | 11 | 12 | R | H  | E |
| ------------------ | - | - | - | - | - | - | - | - | - | -- | -- | -- | - | -- | - |
| Kansas City Royals | 0 | 0 | 0 | 0 | 0 | 0 | 0 | 0 | 2 | 0  | 0  | 5  | 7 | 10 | 1 |
| New York Mets      | 1 | 0 | 0 | 0 | 0 | 1 | 0 | 0 | 0 | 0  | 0  | 0  | 2 | 4  | 2 |

Lanciatori partenti: KC – Edinson Volquez NYM – Matt Harvey

Fuoricampo: NYM – Curtis Granderson
Vittoria: Luke Hochevar Sconfitta: Addison Reed